# Rodolfo Sonego
Rodolfo Sonego (Belluno, 27 febbraio 1921 – Roma, 15 ottobre 2000) è stato uno sceneggiatore italiano.
Tra i migliori artefici della commedia all'italiana, ha legato il suo nome alla vasta filmografia di Alberto Sordi, a cominciare da Il seduttore del 1954.

## Biografia
Rodolfo Sonego nacque a Cavarzano, un quartiere di Belluno, il 27 febbraio del 1921. Trascorre la sua infanzia nel comune bellunese di Puos d'Alpago, dove la madre per prima gli propone suggestive letture quali gli scritti di Isaac Newton e L'origine delle specie di Charles Darwin che indirizzano Sonego verso il mondo scientifico. La famiglia, per esigenze legate al lavoro del padre di Rodolfo, si trasferisce dal Veneto a Torino, dove il giovane si iscrive all'Accademia delle Belle Arti. Si trasferisce a Rivoli dove rimarrà fino alla guerra alla scuola ufficiali.

### Partigiano
In seguito all'armistizio di Cassibile ritorna in Veneto, dove raggiunge i partigiani della sua terra, assumendo il nome di battaglia di Benvenuto Cellini e diventando capo della Brigata Fratelli Bandiera, composta da 252 partigiani provenienti quasi tutti dall'Alpago. Il suo commissario politico era il bellunese Eliseo Dal Pont "Bianchi". La sua Brigata faceva capo al Gruppo Brigate Vittorio Veneto, facente parte della Brigate Garibaldi (le formazioni partigiane legate al PCI).

### Disegnatore
Alla fine della guerra Sonego riprende la sua attività di disegnatore e si trasferisce a Venezia. Nella città lagunare frequenta quindi Giuseppe Santomaso e Emilio Vedova. Nel capoluogo, nonostante il suo amore per la pittura, Sonego è apprezzato maggiormente per le sue capacità oratorie; il produttore Bianchini invita l'artista bellunese a trascrivere i suoi racconti e pochi giorni dopo è in viaggio per la capitale, invitato da Roberto Rossellini e Sergio Amidei.

### Sceneggiatore
Nel 1946, nonostante la povertà causata dalla guerra, Roma vive un momento di grande fermento culturale. Sonego frequenta l'Osteria Fratelli Menghi, noto punto di ritrovo per pittori, registi, sceneggiatori, scrittori e poeti tra gli anni '40 e '70, e personaggi del calibro di Amidei, Federico Fellini, i pittori del gruppo di via Margutta "Forma Uno", Carla Accardi, Ugo Attardi, Pietro Consagra, Piero Dorazio, Mario Mafai, Perilli, Turcato, Antonio Sanfilippo. A Sonego, conosciuto da tutti per le grandi capacità comunicative e per le sue esperienze partigiane, viene chiesta la consulenza per la realizzazione di alcuni film dedicati ai movimenti partigiani durante la guerra.
Realizza la sua prima sceneggiatura per il film di Alberto Lattuada La spiaggia, che segna la fine di un periodo di difficoltà economiche (i primi anni romani di Sonego verranno poi anche ripresi nel film Una vita difficile di Dino Risi, la sua sceneggiatura capolavoro). Sonego inizia a viaggiare molto tra Australia, America, Germania, Russia, la qual cosa lo porta a scrivere diverse sceneggiature.
Sposa Allegra Rossignotti, che sarà compagna di tutta la vita, scrive quindi la sceneggiatura e il soggetto di alcuni tra i più importanti film del dopoguerra, spesso interpretati da Alberto Sordi ed in collaborazione con l'amico e produttore cinematografico Fausto Saraceni, ma anche altri, tra i quali il capolavoro di Dino Risi, Il sorpasso, benché, ufficialmente, non risulti accreditato. Proprio dall'immagine di quest'ultimo film lo sceneggiatore bellunese sintetizza il suo modo di scrivere per il cinema:

## Filmografia

### Cinema
- Pian delle stelle, regia di Giorgio Ferroni (settembre 1946)
- Tombolo, paradiso nero, regia di Giorgio Ferroni (1947)
- Vivere a sbafo, regia di Giorgio Ferroni (1949)
- Marechiaro, regia di Giorgio Ferroni (1949)
- Achtung! Banditi!, regia di Carlo Lizzani (1951)
- Anna, regia di Alberto Lattuada (1951)
- Ombre sul Canal Grande, regia di Glauco Pellegrini (1951)
- Roma ore 11, regia di Giuseppe De Santis (1952)
- Villa Borghese, regia di Gianni Franciolini (1953)
- Di qua, di là del Piave, regia di Guido Leoni (1954)
- Amori di mezzo secolo, regia di Mario Chiari, Pietro Germi, Glauco Pellegrini, Antonio Pietrangeli e Roberto Rossellini (1954)
- La spiaggia, regia di Alberto Lattuada (1954)
- Il seduttore, regia di Franco Rossi (1954)
- Camilla, regia di Luciano Emmer (1954)
- Totò e Carolina, regia di Mario Monicelli (1955)
- Mio figlio Nerone, regia di Steno (1956)
- Un eroe dei nostri tempi, regia di Mario Monicelli (1957)
- Il marito, regia di Nanni Loy e Gianni Puccini (1958)
- Domenica è sempre domenica, regia di Camillo Mastrocinque (1958)
- Racconti d'estate, regia di Gianni Franciolini (1958)
- Vacanze d'inverno, regia di Camillo Mastrocinque (1959)
- Il moralista, regia di Giorgio Bianchi (1959)
- Costa Azzurra, regia di Vittorio Sala (1959)
- Il vedovo, regia di Dino Risi (1959)
- Brevi amori a Palma di Majorca, regia di Giorgio Bianchi (1959)
- Il carro armato dell'8 settembre, regia di Gianni Puccini (1960)
- Il vigile, regia di Luigi Zampa (1960)
- Crimen, regia di Mario Camerini (1960)
- Le svedesi, regia di Gian Luigi Polidoro (1960)
- Gastone, regia di Mario Bonnard (1960)
- La ragazza in vetrina, regia di Luciano Emmer (1961)
- I briganti italiani, regia di Mario Camerini (1961)
- Una vita difficile, regia di Dino Risi (1961)
- Scano Boa, regia di Renato Dall'Ara (1961)
- Il diavolo, regia di Gian Luigi Polidoro (1963)
- Il comandante, regia di Paolo Heusch (1963)
- La mia signora, episodi "I miei cari" e "Luciana" di Mauro Bolognini, "L'uccellino" e "L'automobile" di Tinto Brass (1964)
- Il disco volante, regia di Tinto Brass (1964)
- Le bambole, regia di Mauro Bolognini, Luigi Comencini, Dino Risi e Franco Rossi (1965)
- I tre volti, episodio "Latin Lover", regia di Franco Indovina (1965)
- Una moglie americana, regia di Gian Luigi Polidoro (1965)
- I complessi, episodio "Guglielmo il dentone", regia di Luigi Filippo D'Amico (1965)
- Thrilling, episodio "L'autostrada del Sole", regia di Carlo Lizzani (1965)
- Menage all'italiana, regia di Franco Indovina (1965)
- I nostri mariti, episodio "Il marito di Roberta", regia di Luigi Filippo D'Amico (1966)
- Le fate, episodi "Fata Elena" di Mauro Bolognini e "Fata Marta" di Antonio Pietrangeli (1966)
- Un italiano in America, regia di Alberto Sordi (1967)
- La ragazza con la pistola, regia di Mario Monicelli (1968)
- La moglie giapponese, regia di Gian Luigi Polidoro (1968)
- Satyricon, regia di Gian Luigi Polidoro (1968)
- Amore mio aiutami, regia di Alberto Sordi (1969)
- Contestazione generale, regia di Luigi Zampa (1970)
- Le coppie, regia di Vittorio De Sica, Mario Monicelli e Alberto Sordi (1970)
- Noi donne siamo fatte così, episodi "Fulvia, chiamate Roma 21-21" e "Palmira, cuore di padrone", regia di Dino Risi (1971)
- Detenuto in attesa di giudizio, regia di Nanni Loy (1971)
- Bello, onesto, emigrato Australia sposerebbe compaesana illibata, regia di Luigi Zampa (1971)
- Lo scopone scientifico, regia di Luigi Comencini (1972)
- Una breve vacanza, regia di Vittorio De Sica (1973)
- Gli amici degli amici hanno saputo, regia di Fulvio Marcolin (1973)
- Porgi l'altra guancia, regia di Franco Rossi (1974)
- Di che segno sei?, regia di Sergio Corbucci (1975)
- Il comune senso del pudore, regia di Alberto Sordi (1976)
- Quelle strane occasioni, episodi "Il cavalluccio svedese" di Luigi Magni e "L'ascensore" di Luigi Comencini (1976)
- Mogliamante, regia di Marco Vicario (1977)
- Il gatto, regia di Luigi Comencini (1977)
- Dove vai in vacanza?, episodio "Le vacanze intelligenti", regia di Alberto Sordi (1978)
- Io e Caterina, regia di Alberto Sordi (1980)
- Io so che tu sai che io so, regia di Alberto Sordi (1982)
- In viaggio con papà, regia di Alberto Sordi (1982)
- Tutti dentro, regia di Alberto Sordi (1984)
- L'attenzione, regia di Giovanni Soldati (1985)
- Troppo forte, regia di Carlo Verdone (1986)
- Un tassinaro a New York, regia di Alberto Sordi (1987)
- Sottozero, regia di Gian Luigi Polidoro (1987)
- L'avaro, regia di Tonino Cervi (1990)
- Vacanze di Natale '91, regia di Enrico Oldoini (1991)
- Sette criminali e un bassotto, regia di Eugene Levy (1992)
- Infelici e contenti, regia di Neri Parenti (1992)
- Assolto per aver commesso il fatto, regia di Alberto Sordi (1992)
- Nestore, l'ultima corsa, regia di Alberto Sordi (1994)
- Incontri proibiti, regia di Alberto Sordi (1998)
- Il quaderno della spesa, regia di Tonino Cervi (2003)

### Televisione
- Storia di un italiano, programma TV, regia di Alberto Sordi (1979)
- Anna - una storia dei nostri giorni, film TV, regia di Silvio Soldini (1991)
- Provincia segreta, miniserie TV, regia di Francesco Massaro (1998)

## Libri
- Diario australiano, Milano, Adelphi, 2007, ISBN 9788845921711.

## Premio Rodolfo Sonego
Il Premio Rodolfo Sonego è il concorso per sceneggiature di cortometraggi creato da Lago film fest (festival internazionale di cortometraggi, documentari e sceneggiature) e cresciuto con il supporto di Scuola Holden (storica scuola di scrittura fondata da Alessandro Baricco). Con l’obiettivo di ricordare e onorare il lavoro di uno dei padri della commedia all’italiana, il concorso mira a ricreare quella realtà da bottega tanto cara a Sonego, dando ai giovani autori delle sceneggiature migliori la possibilità di crescere, confrontarsi e sviluppare un percorso formativo di perfezionamento, traduzione e presentazione della propria storia.